# Макросс Плюс
Macross Plus (яп. マクロスプラス макуросу пурасу) — четырёхсерийное аниме в формате OVA и полнометражный анимационный фильм 1994—1995 годов, снятые режиссёрами Сёдзи Кавамори и Синъитиро Ватанабэ, являющиеся частью серии «Макросс». Сюжетно Macross Plus является сиквелом оригинального сериала, действие происходит во временных рамках первого «Макросса». Это аниме возродило популярность франшизы. После выхода Macross Plus получил известность благодаря невиданному ранее количеству компьютерных спецэффектов в сочетании с высококачественной традиционной анимацией. Аниме также выделялось драматическим сюжетом. По словам Сёдзи Кавамори, Plus создавался как OVA для людей, которые видели первый Macross и были на десять лет старше; таким образом не пришлось беспокоиться о содержании. Создатель часто говорил о Шэрон Эппл и всех фанатах, сходящих с ума по ней, а сотрудники утверждали, что это безумие и такого не произойдёт. Но потом появилась Мику Хацунэ, слова подтвердились, и подобное сходство было для Кавамори очень интересным.
OVA и фильм были выпущены в Японии компанией Bandai Visual и впоследствии лицензированы в США и Европе Manga Entertainment. В Австралии версию на видеокассетах выпустила Manga Entertainment, а DVD — Madman Entertainment по лицензии Manga UK. В 2007 году OVA была лицензирована в России, установлено возрастное ограничение — зрителям, достигшим 16 лет. Показ осуществлён по телеканалу «2x2». После разрешения юридического спора между Big West, Studio Nue и Harmony Gold о правах на франшизу, 14 декабря 2021 года фильм «Макросс Плюс» демонстрируется в кинотеатрах США. В 2024 году Anime Limited анонсировала выпуск полной версии на Blu-ray впервые за пределами Японии, для Северной Америки, Великобритании и Европы. Права на трансляцию приобрёл Disney+.

## Роли озвучивали
- Такуми Ямадзаки — Исаму Дайсон
- Рика Фуками — Мюн Фанжун
- Унсё Исидзука — Галд Гоа Боуман
- Мэгуми Хаясибара — Люси Макмиллан
- Томохиро Нисимура — Янг Нойман
- Сё Хаями — Марж Гульдоа
- Мако Хёдо — Шэрон Эппл
- Урара Такано — Кейт
- Норио Вакамото — Доктор Ворф
- Бандзё Гинга — Рэймонд Марли
- Юсаку Яра — Морган
- Кэндзи Уцуми — Миллард Джонсон
- Масахару Сато — Хиггинс
- Коити Китамура — Генерал Гомес

## Критика
«АнимеГид» в 2008 году назвал «Макросс Плюс» лучшим во франшизе за 25 лет: «Один из тех редких случаев, когда удачно вышло всё, все части мозаики сложились в яркое, живое, рвущее шаблоны целое. Продолжение известной космической саги, в котором некоторые идеи знаменитого оригинала доведены до разумного предела, а затем за него вытолкнуты». Рецензенты обратили внимание, что искусство насчитывает три базовых сюжета: любовь, война и возвращение домой. Каждая из отправных точек может рассматриваться напрямую либо метафорически, данная каноническая схема остаётся неизменной много столетий подряд. Эпохальная OVA студии Triangle Staff успешно сочетает все три фабулы. Зрителей ожидает рассказ одновременно о борьбе и торжестве эмоций и разума, где на поверхности показаны секреты прошлого. Самоконтроль Боумана, «запамятовавшего» неприятные инциденты общей юности, ничего не стоит даже на фоне безответственности неустанно паясничающего Дайсона, «чьё эго требует затрат, которых не способны оплатить армия и налогоплательщики». Мюн обладает собственной страшной тайной, и по сравнению с ней меркнут потраченные впустую воинственные разборки в целом бесхитростных мужчин. И на «развалинах давних отношений», в пику происходящему, начинается «бунт машин», проверка на человеческую прочность: Шэрон Эппл и её рукотворный разум, вышедший из-под контроля роботехников. Опыт совместной режиссуры Сёдзи Кавамори и Синъитиро Ватанабэ для первого стал новой высотой карьеры, для второго — прекрасной разминкой перед съёмками сериала «Ковбой Бибоп». Остроносых, легко узнаваемых персонажей и «самолёты-раскладушки» дополняет одна из лучших композиторских работ Ёко Канно. Сочетание динамики звукового ряда с виртуозно поставленным визуальным шоу (концерты Шэрон рисовал Кодзи Моримото), «до дрожи пробирающая смесь изображения и нотных записей позволяют не просто внимать философии происходящего, но, пропустив сквозь себя, разрешить бесчинствовать в голове невероятно красивым, опасным, гротескным чудовищам, что образуются в танце рисунка и музыки». Это уже не те песни, которые создатели вселенной «Макросса» традиционно использовали в качестве культурного оружия, так или иначе сокрушающего внешнюю грубую силу — здесь вопрос серьёзнее: «поклоняться ли чёрному зомбирующему ящику, врагу изнутри, — или победу всё-таки одержат воля, дух и человечность?».